# Clarence Dixon
Clarence Wayne Dixon (Fort Defiance, Arizona, 26 de agosto de 1955 - Florence, Arizona, 11 de mayo de 2022) fue un asesino convicto estadounidense que fue ejecutado por el estado de Arizona. Fue condenado por el asesinato de Deana Lynne Bowdoin el 7 de enero de 1978 en Tempe, Arizona. El asesinato quedó sin resolver hasta 2001, cuando el perfil de ADN lo vinculó con el crimen. Dixon, que cumplía cadena perpetua por una condena por agresión sexual en 1986, fue declarado culpable del asesinato de Bowdoin y condenado formalmente a muerte el 24 de enero de 2008. 
Fue ejecutado mediante inyección letal el 11 de mayo de 2022, en la primera ejecución del estado en casi ocho años, desde la fallida ejecución de Joseph Wood en 2014.

## Primeros años
Dixon nació el 26 de agosto de 1955 en Fort Defiance, Arizona. En 1974, se graduó de Chinle High School. En 1977, fue a la Universidad Estatal de Arizona para estudiar ingeniería. El mismo año, fue arrestado por agresión con un arma mortal cuando atacó a una niña de 15 años, de quien Dixon afirmaría más tarde que le recordaba a su exesposa. Dixon golpeó a la niña en la cabeza con un tubo de metal. Un psiquiatra que examinó a Dixon concluyó que no era competente para ser juzgado.

## Asesinato
El 6 de enero de 1978, Deana Lynne Bowdoin, de 21 años, estudiante de último año de la Universidad Estatal de Arizona, se reunió con sus padres para cenar y luego fue a encontrarse con un amigo en un bar cercano. Los dos se quedaron en el bar hasta la medianoche y luego Bowdoin le dijo a su amigo que se iba a casa. Bowdoin regresó a su apartamento en Tempe en la madrugada del 7 de enero. Alrededor de las 2:00 a. m., el novio de Bowdoin regresó al apartamento y encontró su cadáver tirado en la cama. Bowdoin había sido estrangulada hasta la muerte con un cinturón y también había sido apuñalada varias veces. Se encontró semen en su vagina y ropa interior, sin embargo, no se pudo relacionar positivamente con ningún sospechoso.
El asesinato de Bowdoin quedó sin resolver durante más de veinte años y se convirtió en un caso frío. En 2001, un detective de casos sin resolver comparó el perfil de ADN con una base de datos nacional. Se enteró de que el perfil coincidía con Clarence Dixon, un hombre que ya estaba en prisión y cumplía cadena perpetua en una prisión estatal de Arizona por una condena por agresión sexual en 1986. En el momento del asesinato de Bowdoin, se supo que Dixon había vivido enfrente de ella. Sin embargo, ninguno de los familiares o amigos de Bowdoin sabía de alguna conexión entre ella y Dixon.

## Juicios y apelaciones
Dixon fue acusado de la violación y asesinato de Bowdoin. Sin embargo, el cargo de violación se retiró más tarde debido a un estatuto de limitaciones. El 24 de enero de 2008, Dixon fue declarado culpable de asesinato en primer grado y condenado a muerte.
Los abogados de Dixon argumentaron que era mentalmente incompetente, le habían diagnosticado esquizofrenia paranoide y había experimentado frecuentes alucinaciones a lo largo de su vida. En 2015, fue declarado legalmente ciego. Dixon ya había sido declarado no culpable por demencia en un caso de agresión en 1977. El asesinato de Bowdoin había ocurrido solo dos días después del veredicto.

## Sentencia de muerte y apelaciones finales
Tras la ejecución fallida de Joseph Wood mediante inyección letal en 2014, el estado de Arizona detuvo todas las ejecuciones. Las demandas que se presentaron requerían que el estado utilizara un nuevo cóctel de inyección letal. Tras un largo proceso, el estado buscó encontrar un fármaco nuevo y aprobado para las ejecuciones.
En 2020, el Departamento Correccional de Arizona compró mil ampollas del fármaco pentobarbital, con un costo de un millón y medio de dólares. En 2021, el estado también anunció que había renovado su cámara de gas, permitiendo a los reclusos la opción de ser ejecutados con gas letal. En abril de 2021, el estado anunció que estaba listo para comenzar nuevamente las ejecuciones. Los dos primeros reclusos programados para la ejecución fueron Dixon y su compañero en el corredor de la muerte Frank Jarvis Atwood. La ejecución de Atwood estaba programada para el 28 de septiembre de 2021, mientras que la ejecución de Dixon estaba programada para el 19 de octubre de 2021. Sin embargo, el estado reconoció más tarde que las drogas de inyección letal que usarían en las ejecuciones caducarían después de cuarenta y cinco días, habiendo afirmado anteriormente que caducaban después de noventa días. Tras el descubrimiento, el fiscal general de Arizona, Mark Brnovich, solicitó a la Corte Suprema de Arizona que acortara los horarios de las sesiones informativas para ambas ejecuciones. El 12 de julio de 2021, la Corte Suprema de Arizona rechazó la solicitud de acelerar las ejecuciones y ambas fueron detenidas.

## Ejecución
En enero de 2022, Brnovich solicitó a la Corte Suprema de Arizona que estableciera cronogramas informativos para las ejecuciones de Atwood y Dixon una vez más. Brnovich anunció que se habían realizado pruebas adicionales con las drogas de inyección letal y que tendrían una fecha de caducidad de al menos noventa días. El 5 de abril de 2022, la Corte Suprema de Arizona emitió una orden de ejecución para Dixon, programando su ejecución para el 11 de mayo de 2022. A Dixon se le dio la opción de ser ejecutado por inyección letal o gas letal. El 20 de abril, después de negarse a elegir un método, el estado anunció que Dixon sería ejecutado mediante inyección letal, el método predeterminado para un recluso que no toma una decisión. El 28 de abril, la Junta de Clemencia Ejecutiva de Arizona rechazó la solicitud de Dixon de conmutación o suspensión.
Dixon fue ejecutado mediante inyección letal el 11 de mayo de 2022, es la primera persona ejecutada en Arizona desde 2014. Fue declarado muerto 11 minutos después de que comenzara la inyección. Dixon mantuvo su inocencia en su declaración final.